# داویده ریورا
داویده ریورا (به انگلیسی: Davide Rivera) کمیسر پلیس و از شخصیت‌های اصلی سریال کمیسر و رکس با بازی اتوره باسی است ،پس از مرگ فابری ،داویده ریورا به عنوان رهبر جدید گروه انتخاب می‌شود و پس از مدتی میتواند با رکس رابطه دوستانه برقرار کند.